# سيموني بولغارو
سيموني بولغارو (بالرومانية: Simeon Bulgaru)‏ (26 مايو 1985 بكيشيناو في مولدوفا - ) هو لاعب كرة قدم مولدوفي في مركز الدفاع. شارك مع منتخب مولدوفا لكرة القدم. أما مع النوادي، فقد لعب مع زمبرو تشيسيناو وسبارتاك فلاديكافكاز ونادي إيرتيش بافلودار ونادي داسيا كيشيناو ونادي شريف تيراسبول ونادي فولغا نيجني نوفغورود ونادي فيبورج.

## مسيرته الكروية
لعب سيموني بولغارو خلال مسيرته الاحترافية مع 7 أندية في ثمانية عشر موسمًا وسجل خلالها 9 أهداف ضمن 262 مباراة. حيث فاز في ثلاثة مواسم بالكأس وفي ثلاثة مواسم بالدوري.
خاض سيموني بولغارو مسيرته مع نادي زمبرو تشيسيناو في موسم 2003–04 ليلعب معه أربعة مواسم، مشاركًا في 70 مباراة سجل خلالها 5 أهداف. ثم انتقل إلى نادي شريف تيراسبول في موسم 2006–07 ولمدة موسمين، حيث شارك في 17 مباراة سجل خلالها هدفًا واحدًا. لينتقل بعدها إلى نادي فيبورج في موسم 2007–08 واستمر معه طيلة ثلاثة مواسم، مشاركًا في 31 مباراة سجل خلالها هدفًا واحدًا أيضًا. ثم انتقل إلى نادي سبارتاك فلاديقوقاز في موسم 2010 واستمر معه طيلة ثلاثة مواسم، مشاركًا في 64 مباراة سجل خلالها هدفًا واحدًا أيضًا. هذا وانتقل لاحقًا إلى نادي فولغا نيجني نوفغورود في موسم 2012–13 ولمدة موسمين، مشاركًا في 21 مباراة ولم يسجل أي هدف. ثم انتقل بعدها إلى نادي إيرتيش بافلودار في عامي 2014-2016 ولمدة موسمين، مشاركًا في 12 مباراة ولم يسجل أي هدف أيضًا. ليعود وينتقل من جديد، لكن هذه المرة إلى نادي داسيا كيشيناو في موسم 2015–16 ولمدة موسمين، مشاركًا في 47 مباراة سجل خلالها هدفًا واحدًا.

## وصلات خارجية
- سيموني بولغارو على موقع قاعدة بيانات كرة القدم.إي يو (الإنجليزية)
- سيموني بولغارو على موقع ناشيونال فوتبول تيمز (الإنجليزية)
- سيموني بولغارو على موقع Soccerway.com (الإنجليزية)